# Arnold Boiseau
Pour les articles homonymes, voir Boiseau.
 (octobre 2008).
Si vous disposez d'ouvrages ou d'articles de référence ou si vous connaissez des sites web de qualité traitant du thème abordé ici, merci de compléter l'article en donnant les références utiles à sa vérifiabilité et en les liant à la section « Notes et références ».
Arnold Boiseau est un auteur, scénariste et acteur français.

## Cinéma

### Auteur-scénariste
- 1980 : L'Avenir de Jérémy (scénario et dialogues) - distribution indépendante les Films du Rhinocéros
- 1999-2007 : EuropaCorp/YdeO (promo radio et films annonces), avec Jean-Michel Meschin
- 2008 : J'irai dormir à Hollywood, de Antoine de Maximy (collaboration à l'écriture) - long métrage, production Bonne Pioche[1]
- 2008 (en développement) : Le Soldat Rose, de Louis Chedid (adaptation, scénario et dialogues) - production Bonne Pioche[2]

### Acteur
- 1980 : L'Avenir de Jérémy
- 1987 : Cross, de Philippe Setbon

## Télévision

### Auteur-scénariste
- 1986-1987 : Objectif : nul (coscénariste) - série télévisée, Canal+
- 1987 : Marc et Sophie - sitcom française produite par TéléImages, (épisodes écrits avec Jacques Delaporte)
- 1987-1988 : Le JTN (coscénariste avec Alexandre Pesle et Christian Borde, dit "Moustic") - émission quotidienne d'humour, Canal+
- 1988-1990 : Les Guignols de l'info (initialement intitulée Les Arènes de l'info) (concept, développement et direction d'écriture) - émission quotidienne d'humour, Canal+
- 1992 : Arthur Emission Impossible (sketches), production NBDC (Tim Newman, Alex Berger et Antoine de Caunes), TF1
- 1993 : Monty Python's Flying Circus (adaptation française et sous-titrage) - série télévisée hebdomadaire, Canal Jimmy
- 1993 : Les Minikeums (coauteur du concept avec Patrice Levallois, développement et direction d'écriture. Auteur principal : Jean-Marc Lenglen) - émission de jeunesse, France 3
- 1997 : Stand up Comedy (concept), émission d'humour proposant la découverte de jeunes talents et parrainée par un comédien confirmé, Paris Première
- 2000 : Canards Extrêmes - programme court d'animation produit par Alphanim (épisodes)[4]
- 2006 : Potlach (coauteur) - série d'animation télévisée de 26 minutes produite par Ellipsanime, France 3
- 2013: À table les enfants (série télévisée d'animation) Diffusé sur Disney Junior
- 2015: Tu mourras moins bête (coauteur) - Programme court d'animation produit par Folimage

### Acteur
- 1988 : Les Nouveaux Chevaliers du ciel - série télévisée,  TF1
- 1986 : Catherine, il suffit d'un amour - série télévisée, France 2, réalisation de Marion Sarraut
- 1986-1987 : Objectif Nul (sketches)
- 1987-1988 : Les Nuls (fausses pubs, rubriques Nulles)
- 1988-1989 : Nulle part ailleurs (portraits d'invités) - émission, Canal+

## Radio
Auteur
- 1981 : Mega Ouest, Radio libre (concept. animateur) - talk show hebdomadaire
- 1994-1996 : NRJ - Génération X (sketches, rubriques, événements Cinéma) - émission avec Sam Z et Jean-Michel Meschin
- 1997*1998 : Fun Radio (textes habillage, sketches, événements Cinéma)

## Théâtre
Auteur
- 1974 : Le massacre de For ever (solo)
- 1977 : Le prix du Nobel (avec Dominique Vallée)
- 1986 : Sous-sol (avec Yolande Moreau, Marc Jolivet, Coquillette et Brigitte Tanguy)

Acteur
- 1977-1988 : Le Café de la Gare, avec Romain Bouteille, Patrick Dewaere, Henri Guybet, Sotha, Jean-Michel Haas, Philippe Manesse, Odile Barbier, Patrice Minet...

## Musique
Auteur
- 1982 : Bonne nuit petit enfant, berceuse (paroles et musique)
- I*di*ho, pour Carlos (adaptation. Musique de Jacques Delaporte)
- Sahel ô popo, générique pour l'Association Daniel Balavoine (musique de Jacques Delaporte)
- Le Fantôme, pour Annie Cordy (musique de Jacques Delaporte)
- 1994 : On est comme on est (Band aid Minikeums, pour le Téléthon sur France 3.
- 1998 : Saurez les harengs, single d'Aude et Yoann (musique de Living Belleville).